# Fédération des services publics CGT
La Fédération des services publics (FSP-CGT) est la fédération des agents de la fonction publique territoriale de la Confédération générale du travail. Elle est aussi affiliée à l'Internationale des services publics.

## Histoire
La Fédération nationale des travailleurs municipaux est créée en 1903, lors d'un congrès tenu à Bourges, sur convocation du Bureau de la CGT. Comme pour la Fonction publique d'État, les maires et les préfets contestent l'application de la loi de 1884 aux personnels des préfectures et des services municipaux. En 1914, la fédération réunit 14 000 adhérents en 33 organisations. Après la Première Guerre mondiale, en 1919, elle prend le nom de Fédération nationale du personnel des services publics des « départements, des villes et des communes concédés ou assimilés (France et colonies) ». De source syndicale elle compterait alors 40 000 adhérents. La scission syndicale CGT/CGTU réduit de moitié en 1922 le nombre de ceux-ci. Les effectifs remontent à 47 000 adhérents en 1932 pour la CGT. Son secrétaire général est membre de la SFIO. Quant à la CGTU elle regroupe les personnels des services publics avec les personnels des services de Santé et ceux de l'Éclairage en une seule fédération, dirigée par le communiste Marcel Paul. Cette fédération compterait 28 000 adhérents en 1928.
La réunification syndicale de 1936 et le mouvement de syndicalisation du Front populaire portent les effectifs syndicaux de la fédération réunifiée des Services publics et de Santé à 180 000 adhérents.
En 1946, toujours rassemblés en une seule fédération, 300 000 personnels des services municipaux et de Santé adhèrent à la CGT.
Deux fédérations se reconstituent en 1979, dissociant la Fédération des services publics et la Fédération de la Santé et de l'action sociale.
En 2004 la Fédération des services publics compterait environ 60 000 adhérents. Elle serait parmi les plus importantes de la CGT.
En 2020, ses adhérents seraient au nombre de 85 000. Elle est devenue la 1re fédération de la CGT. Son champ de syndicalisation et d'intervention, outre les fonctionnaires territoriaux (et assimilés), couvre les employés de la distribution de l'eau, ceux de la collecte des déchets, les sapeurs pompiers, les pompes funèbres. Le 24 mars 2020, la fédération dépose un préavis de grève, en « dernier recours », pour obtenir les moyens de préservation des personnels face à l'épidémie du covid-19.

## Représentativité
En 2018 ont eu lieu dans l'ensemble des fonctions publiques les élections pour déterminer la représentativité syndicale. Dans la fonction publique territoriale (FPT), comme pour l'ensemble de la fonction publique, ces élections ont maintenu la CGT à la première place.

### Résultats  des élections de l'année 2018
Les quatre premières organisations de la FPT :
- Inscrits : 1 846 275;
- votants : 955 617;
- exprimés : 897 700;
- CGT : 258 100 voix soit 28,7 %
- CFDT : 202 600 voix, soit 22,5 %
- FO : 144 400 voix soit 16 %
- UNSA : 74 000 voix soit 8,2 %

## Dirigeants de la fédération

### Secrétaires généraux
- 1919 - 1921 : Maurice Copigneaux, ancien secrétaire général de la CGT.
- 1925 - 1937 : Ernest Michaud[10].
- 1937 - 1947 : Lucien Jayat, membre du bureau confédéral de la CGT de 1948 à 1967.
- 1945 - 1948 : Raymond Bomal[11].
- 1948 - 1963 : Henri Lartigue[12].
- 1963 - 1978 : Raymond Barberis[13], secrétaire d'Henri Krasucki (1982-1985).
- 1978 - 1995 : Alain Pouchol
- 1995 - 2002 : Vincent Debeir
- 2002 - 2009 : Maïté Lassalle[14], membre du bureau confédéral de la CGT (1999-2009).
- 2009 - 2019 : Baptiste Talbot
- 2019 - : Natacha Pommet[15]